# Minas do Norte (proposta de unidade federativa)
Minas do Norte é uma proposta nova unidade federativa do Brasil, resultado do desmembramento de Minas Gerais, mais especificamente, no Vale do Jequitinhonha, Norte de Minas e o Vale do Mucuri, abrangendo 163 municípios. A capital proposta é a cidade de Montes Claros, que atualmente tem 404.800 habitantes. Também contaria com a Universidade Federal dos Vales do Jequitinhonha e Mucuri, a Universidade Estadual de Montes Claros. Possui polos importantes para o desenvolvimento da região - Montes Claros, Teófilo Otoni, Pirapora, Janaúba e Almenara.
A justificativa para a criação do estado é que eles são discriminados por serem uma região com características nordestinas e por pertencerem a Sudene, estando localizado em um estado do Sudeste.

## Antecedentes

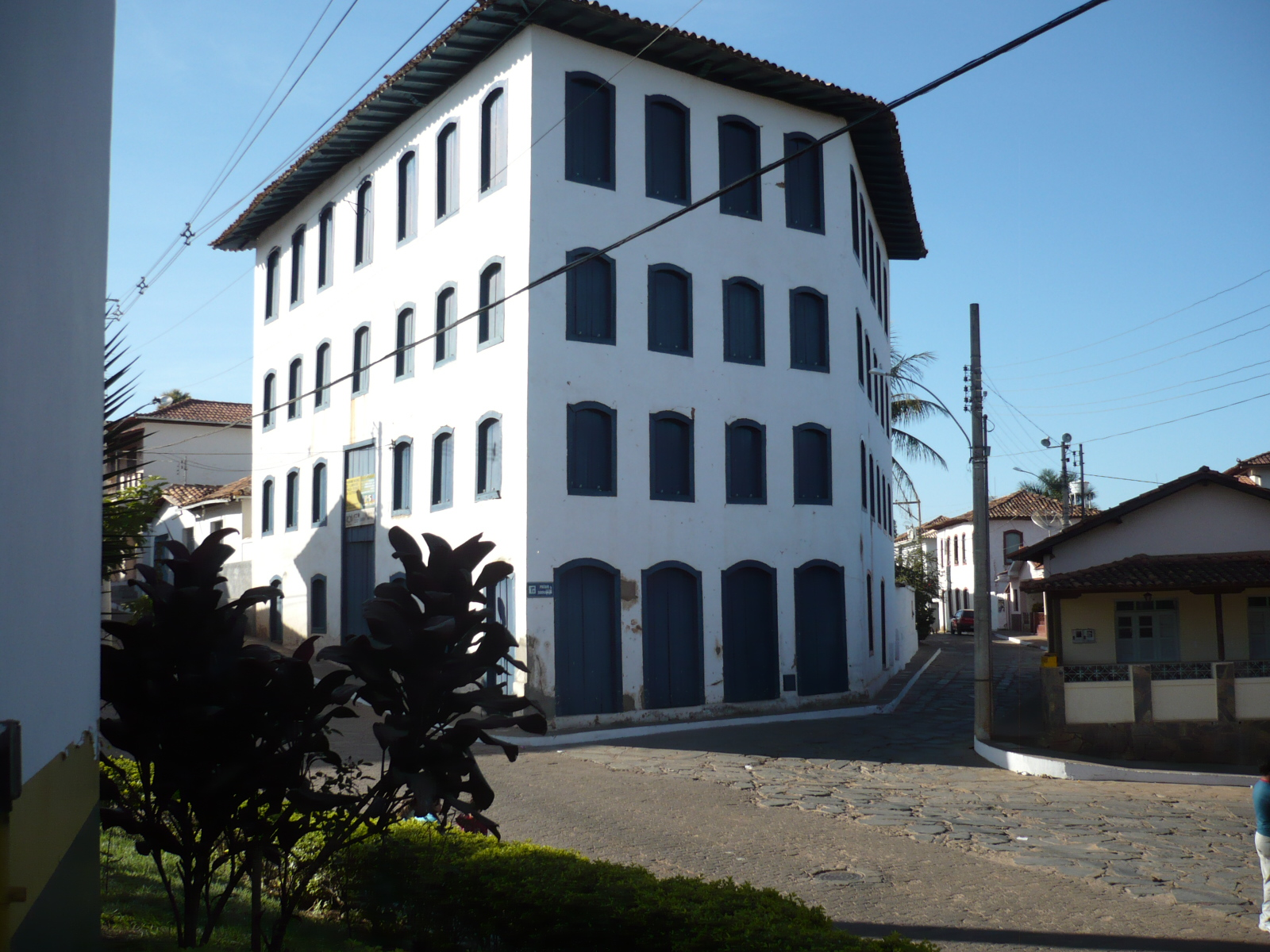
O Sobradão seria a sede do governo da província de Minas Novas.

Os sertões do norte de Minas eram habitados pelos índios tapuias. O primeiro europeu a explorar a região foi o espanhol Francisco Bruza Espinosa em 1554. Sua expedição saiu de Porto Seguro contado com doze homens cristãos e o jesuíta João de Azpilcueta Navarro, a expedição espanhola ficou conhecida como Espinosa-Navarro. Porém a colonização, ocorreu muitos anos depois, quando vaqueiros vindos da Bahia e Pernambuco ocuparam a região noroeste da região. Logo em seguida, chegou o bandeirante Matias Cardoso de Almeida, vindo de São Paulo.
A região foi povoada por portugueses e espanhóis  que foram viver em fazendas agropecuárias. Até o século XIX, o Norte de Minas Gerais era totalmente isolado. Sem ferrovias e estrada de rodagem; navegação incerta e precária. Esse isolamento permitiu a formação de um universo cultural próprio, composto de realidades distintas. Com outras palavras, proporcionou a interação entre os valores eruditos e folclóricos de modo a formar uma cultura autônoma e inconfundível da região.
No início do Brasil Colônia, as regiões pertenciam as capitanias de Porto Seguro e Ilhéus. O Vale do Jequitinhonha e o Vale do Mucuri, que inicialmente pertenceram à Bahia (até o final do século XVIII), foi incorporada ao estado de Minas Gerais, após a descoberta de diamantes no tijuco (região de Diamantina). Já a região do Norte de Minas, pertenceu às capitanias de Pernambuco – margem esquerda do Rio São Francisco – e da Bahia – na margem direita.
A primeira vez que se falou na criação de um estado nessa região foi em 1825, onde Joaquim de Almeida propôs a criação da Província de São Francisco abrangendo toda a bacia do rio São Francisco incluindo Montes Claros e Grão Mogol, tendo como capital Juazeiro ou Januária. Em 1842, tentaram criar um estado em Teófilo Otoni. Em 1856, o deputado Antônio Gabriel de Paula Fonseca apresentou à Assembleia Geral do Império o projeto de lei propondo a criação da Província de Minas Novas – englobando o Sul da Bahia e o Norte – Nordeste de Minas Gerais. Em 1967, o objetivo era criar o estado de Cabrália que uniria o norte de Minas Gerais e o Sul da Bahia. Em 1986, a proposta do estado de São Francisco volta a ser discutido. E em 2003, é finalmente criado o projeto para a criação de Minas do Norte.